# کریستوفورو لاندینو

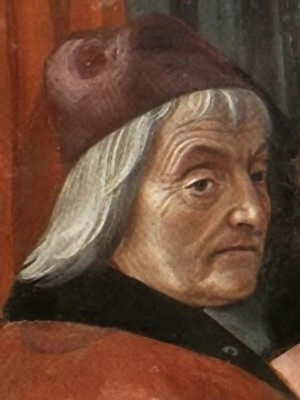
پرتره لاندینو در نقاشی دومنیکو گرلاندایو که در باسیلیکای سنت ماریا نولا، فلورانس است.

کریستوفورو لاندینو (Cristoforo Landino؛ ۱۴۲۴ در پراتوچیو استیا، فلورانس – ۲۴ سپتامبر ۱۴۹۸ در کاسنتینو) انسان‌گرای عصر رنسانس اهل ایتالیا و از برجسته‌ترین شخصیت‌های فلورانسی در رنسانس بود.
لاندینو از عالمانی بود که در جمع مریدان لورنتسو د مدیچی در آکادمی افلاطونی بود. تفسیرهایی بر آثار ویرژیل و هوراس نوشت و کتاب تاریخ طبیعی  پلینی را ترجمه کرد. در ویرایشش از آثار دانته (۱۴۸۱) و سخنرانی‌هایش دربارهٔ پترارک، می‌توان به گرایش انسان گرایانهٔ او را به ادبیات بومی پی برد. لاندینو استاد شعر و بلاغت در دانشگاه فلورانس بود (۱۴۵۷) و بعد از آن استاد ادبیات لاتین شد و تا زمان مرگ در این مقام باقی ماند. اثرش، مجادلات کامالدولی (ح ۱۴۸۰)، مکالمه‌ای بر اساس مجادلات توسکولی اثر سیسرون، خطیب رومی، است که نظر شخصیش را دربارهٔ نوعی از بحث در میان اعضای آکادمی فلورانس عرضه می‌کند. شعر ویرژیل یکی از مباحث اصلی لاندینو است، اما تأویل‌های او همچنان بر پایهٔ تمثیل‌گرایان قرون وسطا است. موضوعات دیگر بحث شده، همچون فواید نسبی زندگی فعال و اندیشمندانه، دامنهٔ نفوذ مفاهیم کلاسیک را بر محفل مدیچی نشان می‌دهد.